# Józef Marian Pastuszka
Józef Marian Pastuszka ps. Czarny, Żak (ur. w 1927 w Siennie, zm. 3 kwietnia 2017) – polski działacz podziemia niepodległościowego w czasie II wojny światowej oraz powojennego podziemia antykomunistycznego.

## Życiorys
W czasie II wojny światowej należał do Szarych Szeregów, a następnie Armii Krajowej, w ramach której posługiwał się pseudonimem „Czarny”. W ramach podziemia antykomunistycznego działał w Zrzeszeniu Wolność i Niezawisłość, posługując się pseudonimem „Żak”. W 1948 został skazany przez Wojskowy Sąd Rejonowy w Kielcach na 12 lat więzienia oraz 5 lat pozbawienia praw publicznych i honorowych za działalność w podziemiu antykomunistycznym. Po odbyciu 10 lat pozbawienia wolności osiadł w Radomu gdzie zaangażował się w organizację Związku Więźniów Politycznych Okresu Stalinowskiego. Zmarł 3 kwietnia 2017 i został pochowany na cmentarzu komunalnym na Firleju.

## Wybrane odznaczenia
- Krzyż Kawalerski Orderu Odrodzenia Polski[1]
- Krzyż Srebrny Orderu Virtuti Militari[1]